# Razamanaz
„Razamanaz“ е третият студиен албум на шотландската рок група Nazareth, издаден през 1973 г. Продуцент на албума е Роджър Глоувър.

### Бонус песни
В ремастерираното CD са включени три бонус песни и допълнителни бележки
1. „Hard Living“ – 3:03 (Андрю, Чарлтън, МакКафърти, Суит)
2. „Spinning Top“ – 3:06 (Андрю, Чарлтън, МакКафърти, Суит)
3. „Razamanaz“ – 3:26 (Андрю, Чарлтън, МакКафърти, Суит) алтернативна версия

## Състав
- Дан МакКафърти – вокал
- Мануел Чарлтън (Мани Чарлтън) – електрическа и акустична китара, банджо, беквокали
- Пит Агню – бас, беквокали
- Дарел Суит – барабани, перкусия, беквокали